# Naturpark Apuseni
Der Naturpark Apuseni (auch Naturpark Westkarpaten, rumänisch Parcul Natural Apuseni) ist ein Naturschutzgebiet der IUCN-Kategorie V in Landschaftsschutz im Apuseni-Gebirge, im Westen Rumäniens. Der Naturpark erstreckt sich über eine Fläche von 75.784 Hektar in den Kreisen Bihor, Alba und Cluj.

## Beschreibung

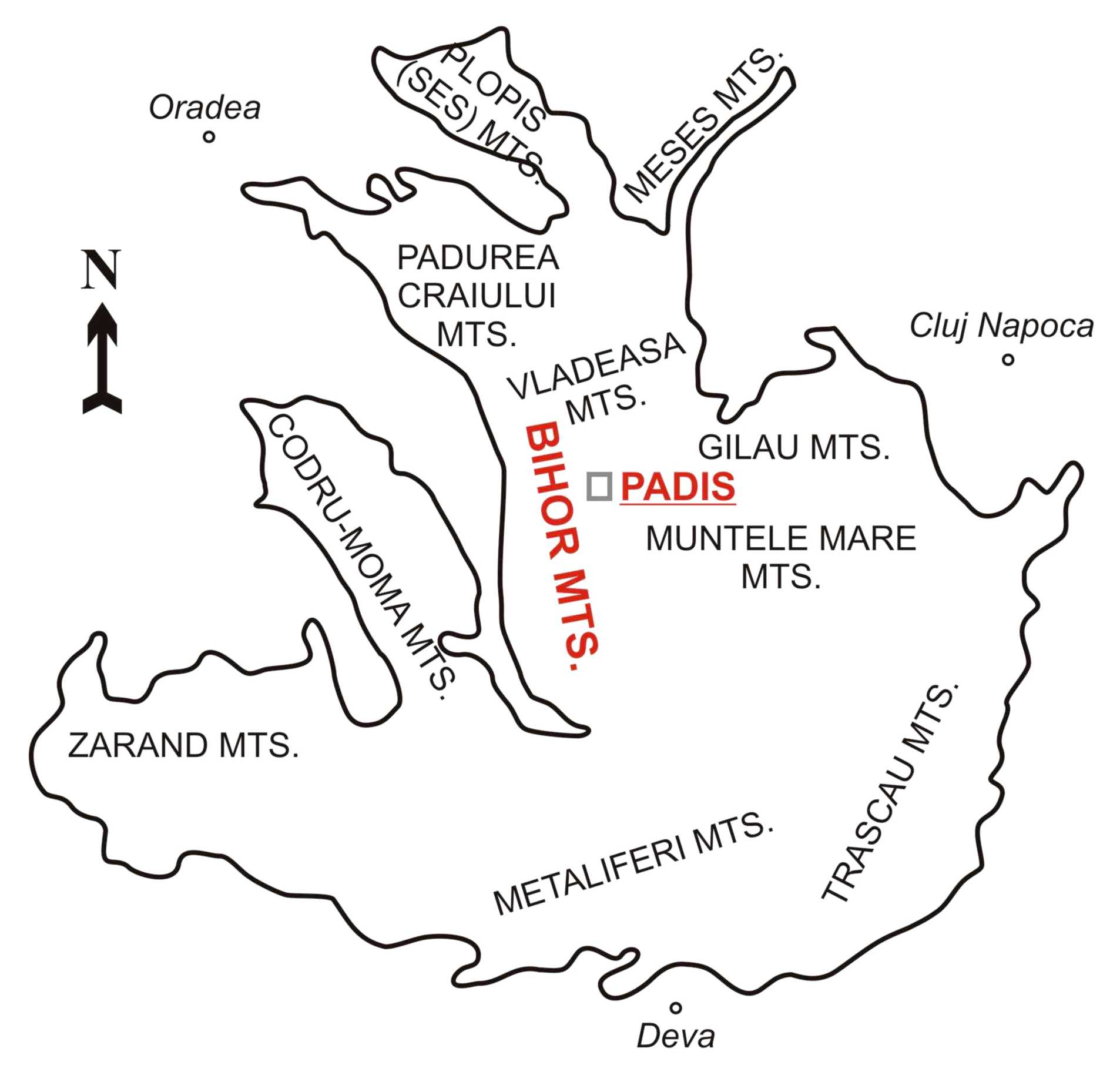
Padisch-Gipfel

Der Naturpark Apuseni wurde am 27. Januar 1990 gegründet und 2000 zum Naturschutzgebiet erklärt.
Am 8. Oktober 2009 erhielt er von der Europäischen Kommission in Brüssel den Preis European Destinations of Excellence (EDEN) für Tourismus und geschützte Zone.
Der Naturpark Apuseni befindet sich im zentral-östlichen Teil der rumänischen Westkarpaten. Kennzeichnend für die rumänischen Westkarpaten ist die Vielfalt der Karstlandschaft: tiefe Schluchten und hohe Kämme aus Kalkstein, bizarre Höhlen- und Felslandschaften, Quellen und Flüsse, die sich durch das Kalkgebirge ihren Weg bahnen. Der höchste Gipfel ist der 1848 m hohe Curcubata Mare.
Der Naturpark Apuseni ist in mehrere Naturschutzgebiete von floristischer, faunistischer, landschaftlicher, speläologischer oder geologischer Bedeutung unterteilt:
Im Kreis Alba:
Scărișoara-Höhle,
Coiba-Mare-Höhle,
Vârtop-Eishöhle
Hoanca Urzicarului,
Cotețul-Dobreștilor-Quelle,
Mătișești-Quelle,
Tăuzului-Quelle.
Im Kreis Bihor:
Avenul Borțigului,
Valea Ponorului,
Fâneața Izvoarelor Crișul Pietros,
Groapa de la Bârsa,
Groapa Ruginoasa,
Cetatea-Rădesei-Höhle,
Pietrele Boghii,
Pietrele Galbenei,
Poiana Florilor,
Padiș-Gipfel,
Sighiștelului-Tal,
Galbenei Tal,
Lumea Pierdută,
Eishöhle Focul Viu,
Micula-Höhle,
Ciur-Izbuc-Höhle,
Drachenhöhle von Onceasa,
Săritoarea Bohodeiului,
Hirschhöhle,
Gipfel Biserica Moțului,
Cârligați-Gipfel.
Im Kreis Cluj:
Molhașul Mare de la Izbuc

## Fauna
Die Fauna des Naturparks Apuseni ist vertreten durch Säugetiere, Vögel, Fische, Reptilien und Amphibien, von denen einige auf der roten Liste gefährdeter Arten stehen.
Säugetiere:
Rothirsch (Cervus elaphus),
Gämse (Rupicapra rupicapra),
Reh (Capreolus capreolus),
Braunbär (Ursus arctos),
Wolf (Canis lupus),
Wildschwein (Sus scrofa),
Gescheckter Rotfuchs (Vulpes vulpes crucigera),
Luchse (Lynx),
Wildkatze (Felis silvestris),
Baummarder (Martes martes),
Fischotter (Lutra lutra),
Eichhörnchen (Sciurus vulgaris),
Europäischer Iltis (Mustela putorius),
Hermelin (Mustela erminea),
Braunbrustigel (Erinaceus europaeus),
Europäischer Maulwurf (Talpa europaea),
Alpenspitzmaus (Sorex alpinus),
Waldspitzmaus (Sorex araneus),
Wasserspitzmaus (Neomys fodiens),
Siebenschläfer (Glis glis),
Feldmaus (Microtus arvalis),
Mopsfledermaus (Barbastella barbastellus),
Wasserfledermaus (Myotis daubentonii),
Zwergfledermaus (Pipistrellus pipistrellus),
Große Hufeisennase (Rhinolophus ferrumequinum),
Braunes Langohr (Plecotus auritus);
Vögel:
Auerhuhn (Tetrao urogallus),
Steinadler (Aquila chrysaetos),
Haselhuhn (Tetrastes bonasia),
Schreiadler (Aquila pomarina),
Kolkrabe (Corvus corax),
Wintergoldhähnchen (Regulus regulus),
Amsel (Turdus merula),
Wasseramsel (Cinclus cinclus),
Schwarzspecht (Dryocopus martius),
Dreizehenspecht (Picoides tridactylus),
Rotfußfalke (Falco vespertinus),
Bachstelze (Motacilla alba),
Gimpel (Pyrrhula pyrrhula),
Misteldrossel (Turdus viscivorus),
Stieglitz (Carduelis carduelis),
Sperber (Accipiter nisus).
Fische:
Bachsaibling (Salvelinus fontinalis),
Regenbogenforelle (Salmo gairderi und S. irideus),
Bachforelle (Truite fario),
Rotauge (Rutilus rutilus),
Steinbeißer (Cobitis taenia),
Nase (Chondrostoma nasus),
Europäische Äsche (Thymallus thymallus),
Döbel (Squalius cephalus),
Elritze (Phoxinus phoxinus),
Barbe (Barbus barbus);
Reptilien und Amphibien:
Mauereidechse (Podarcis muralis),
Waldeidechse (Zootoca vivipara),
Kreuzotter (Vipera berus),
Blindschleiche (Anguis fragilis),
Äskulapnatter (Elaphe longissima),
Schlingnatter (Coronella austriaca),
Feuersalamander (Salamandra salamandra).

## Flora
Die Flora des Naturparks Apuseni ist vertreten durch:
Nadelbäume:
Weiß-Tanne (Abies alba),
Gemeine Fichte (Picea abies)
Lärchen (Larix),
Kiefern (Pinus),
Europäische Eibe (Taxus baccata),
Europäische Lärche (Larix decidua),
Zirbelkiefer (Pinus cembra).
Laubbäume:
Rotbuche (Fagus sylvatica),
Stieleiche (Quercus robur),
Traubeneiche (Quercus petraea),
Eschen (Fraxinus),
Linden (Tilia),
Berg-Ahorn (Acer pseudoplatanus),
Hainbuche (Carpinus betulus),
Feldahorn (Acer campestre),
Hänge-Birke (Betula pendula),
Bergulme (Ulmus glabra),
Gewöhnliche Rosskastanie (Aesculus hippocastanum),
Vogel-Kirsche (Cerasus avium),
Echte Walnuss (Juglans regia),
Vogelbeere (Sorbus aucuparia),
Espe (Populus tremula),
Weiden (Salix),
Sal-Weide (Salix caprea),
Schwarz-Erle (Alnus glutinosa).
Sträucher:
Bergkiefer (Pinus mugo),
Kornelkirsche (Cornus mas),
Gemeine Hasel (Corylus avellana),
Brombeeren (Rubus fruticosus),
Himbeere (Rubus idaeus),
Heidelbeere (Vaccinium myrtillus),
Gemeiner Flieder (Syringa vulgaris).
Gefäßpflanzen:
Gelber Frauenschuh (Cypripedium calceolus),
Alpen-Glockenblume (Campanula alpina),
Sumpf-Glanzkraut (Liparis loeselii),
Läusekräuter (Pedicularis comosa),
Flockenblumen (Centaurea kotschyana),
Nelken (Dianthus tenuifolius),
Rundblättriger Sonnentau (Drosera rotundifolia),
Steppenfenchel (Seseli rigidum),
Clusius-Enzian (Gentiana clusii),
Helm-Knabenkraut (Orchis militaris),
Arznei-Engelwurz (Angelica archangelica),
Leberblümchen (Hepatica transsilvanica),
Punktierter Gilbweiderich (Lysimachia punctata),
Sumpf-Stendelwurz (Epipactis palustris),
Ruprechtskraut (Geranium robertianum),
Orangerotes Habichtskraut (Hieracium aurantiacum),
Brunnenlebermoos (Marchantia polymorpha),
Fritillaria (Fritillaria montana),
Zwiebel-Zahnwurz (Dentaria bulbifera),
Bärenklau (Heracleum palmatum),
Kriechender Hahnenfuß (Ranunculus repens),
Berg-Wundklee (Anthyllis montana),
Buschwindröschen (Anemone nemorosa),
Narzissen-Windröschen (Anemone narcissiflora),
Gladiolen (Gladiolus imbricatus).